# Варедо
Варедо (итал. Varedo) — город в Италии, в провинции Монца-э-Брианца области Ломбардия.
Население составляет 12 648 человек (на 2004 г.), плотность населения составляет 3160 чел./км². Занимает площадь 4 км². Почтовый индекс — 20039. Телефонный код — 0362.
Покровителями коммуны почитаются святые апостолы Пётр и Павел, празднование во второе воскресение октября.

## Города-побратимы
- Шампаньоль, Франция (2000)